# 康索
康索（英語：Council）是一個位於美國愛達荷州亞當斯縣的城市。根據2010年美國人口普查，該地人口為839人，而該地的面積約為2.80平方千米。同時該地也是亞當斯縣的縣治。

## 地理
康索的座標為44°43′48″N 116°26′10″W / 44.73000°N 116.43611°W，而該地的平均海拔高度為892米（即2927英尺）。